# 샤를 드 쿨롱
샤를 오귀스탱 드 쿨롱(프랑스어: Charles-Augustin de Coulomb, /ˈkuːlɒm, -loʊm, kuːˈlɒm, -ˈloʊm/; 프랑스어: [kulɔ̃], 1736년 6월 14일 ~ 1806년 8월 23일)은 프랑스의 물리학자이다. 그는 정전기력의 크기를 나타낸 쿨롱의 법칙으로 유명하다. 전하량을 나타내는 SI 단위 쿨롱은 그의 이름을 딴 것이다.

## 생애
쿨롱은 프랑스 앙굴렘의 부유한 집안에서 태어난 뒤, 어렸을 때 가족과 함께 파리로 이사가서 Collège des Quatre-Nations에서 수학했다. 피에르 샤를 모니에 (Pierre Charles Monnier)에게 수학 수업을 들으면서, 그는 수학과 관계된 직업을 갖기로 결정했다. 1757년부터는 몽펠리에의 가족에게 가서 수학자 오귀스탱 다니지 (Augustin Danyzy)가 감독하는 도시 학계의 업무에 종사했다. 그는 1759년에 아버지의 허락을 받고 파리로 돌아가 샤를빌메지에르의 군사학교 시험에 합격해 그곳에 다니게 되었다.
프랑스의 토목 공학자·전기학자. 남프랑스의 앙굴렘에서 태어나 파리에서 배운 뒤 기술장교가 되어 마르티닉 섬에서 근무하다 병에 걸려 귀국, 공병단에서 군무에 종사하면서 과학 연구를 진행하였다.  1781년 과학 아카데미 회원. 프랑스 혁명의 발발(1789)과 함께 사직, 귀향하였으나, 공화력 3년에 파리로 돌아와서 파리대학 총장이 되었다.  그는 과학 연구자로서, 또 성실한 인격자로서 당시 널리 사회의 존경을 받았다고 한다. 전하(電荷) 및 자하(磁荷)에 관한 쿨롱 법칙의 확립은 초기의 비틀림 저울로 연구, 결실된 것이다.